# Anolis vinosus
Anolis vinosus — вид ігуаноподібних ящірок родини анолісових (Dactyloidae). Ендемік Гаїті.

## Поширення і екологія
Anolis vinosus мешкають на крайньому південному заході острова Тібурон на південному заході острова Гаїті.